# Giulio Sauli
Il Serenissimo Giulio Sauli (Genova, 1578 – Genova, 1668) fu il 113º doge della Repubblica di Genova e re di Corsica.

## Biografia

Stemma nobiliare dei Sauli

Nativo di Genova nel 1578 ed esponente della famiglia Sauli compì nel capoluogo ligure gli studi in giurisprudenza che successivamente lo portarono per motivi di approfondimento in diversi paesi europei quali Francia, Spagna, Cantoni svizzeri e Fiandre. Ritornato nella capitale repubblicana, Giulio Sauli fu coinvolto in un processo giudiziario per la possessione in pubblico di una pistola; pur facendo parte della nobiltà, fu condannato all'esilio da Genova per anni cinque, pena che scontò nell'isola-colonia di Corsica.
Tornò a Genova dove all'età di 36 anni ebbe i suoi primi incarichi di stato in diversi uffici e magistrati della Repubblica di Genova. Tra questi, tra il 1627 e il 1629, pure la nomina di governatore dell'isola corsa. Impegnato nelle Compere del Banco di San Giorgio, Giulio Sauli fu più volte estratto senatore.
Fu eletto doge il 12 ottobre del 1656: la sessantottesima in successione biennale e la centotredicesima nella storia repubblicana. In qualità di doge fu investito anche della correlata carica biennale di re di Corsica.
Il biennio del doge Giulio Sauli fu contraddistinto principalmente da una nuova pestilenza che interessò l'intera regione ligure e che vide l'interessamento di diversi nobili e dell'arcivescovo di Genova Stefano Durazzo in opere di carità e d'aiuto per alleviare le sofferenze della popolazione. Dal suo predecessore "ereditò" i lavori per la costruzione dell'Albergo dei Poveri che dopo un rallentamento dovuto allo scoppio della malattia, vide nel suo dogato un nuovo avanzamento dell'opera.
Terminato il mandato il 12 ottobre del 1658 continuò a servire lo stato genovese in altri incarichi. Morì a Genova nel corso del 1668 e trovò sepoltura all'interno della basilica di Santa Maria Assunta di Carignano.